# Fujisan Hongū Sengen-taisha
Le Fujisan Hongū Sengen-taisha (富士山本宮浅間大社) est un sanctuaire shinto situé dans la ville de Fujinomiya de la préfecture de Shizuoka au Japon. C'est l'ichi-no-miya de l'ancienne province de Suruga et le sanctuaire de tête des 1 300 sanctuaires Asama du pays. Le sanctuaire bénéficie d'un emplacement étendu dans le centre-ville de Fujinomiya. En outre, tout le sommet du mont Fuji vers le haut à partir de la 8e étape est considéré comme faisant partie des terrains du sanctuaire.
Le principal festival du sanctuaire se déroule tous les 5 mai et comprend des représentations de yabusame.

## Kami vénéré
Le principal kami du Fujisan Hongū Sengen-taisha est Konohanasakuya-hime (木花咲耶姫), fille de Ōyamatsu no mikoto (大山祇命). L'association de Konohanasakuya-hime avec le mont Fuji ne semble dater que du début de l'époque d'Edo. Auparavant, le kami du mont Fuji s'appelait Asama no Okami (浅間大神), aussi connu sous les noms Asama Daimyōjin (浅間大明神), Asama Gongen (浅間権現) ou Sengen Daibōsatsu (浅間大菩薩).

## Histoire

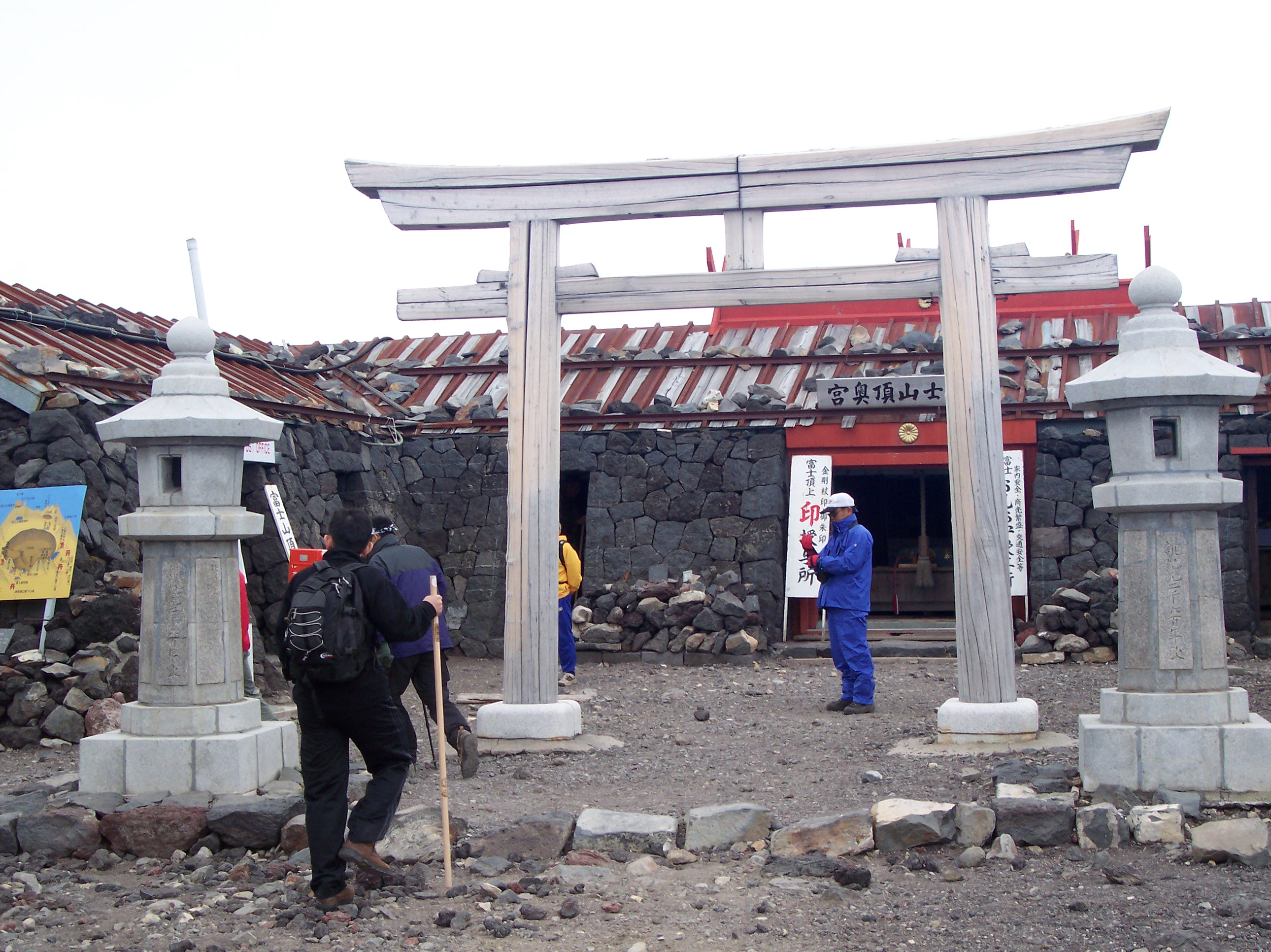
.

## Bâtiments notables
Le honden du sanctuaire est de caractère distinctif sengen-zukuri avec une porte-tour à un étage. Il est construit en 1604 grâce à un don de Tokugawa Ieyasu, puis est reconstruit plusieurs fois, plus particulièrement après le grand séisme d'Ansei de 1854. Il est répertorié bien culturel important national.
Le grand étang Wakutama-ike  (涌 玉池) dans les jardins du sanctuaire contient une source à l'origine de la rivière Kanda, affluent mineur de la Fuji-kawa. Elle est protégée en tant que « monument naturel » national.

### Bibliographie

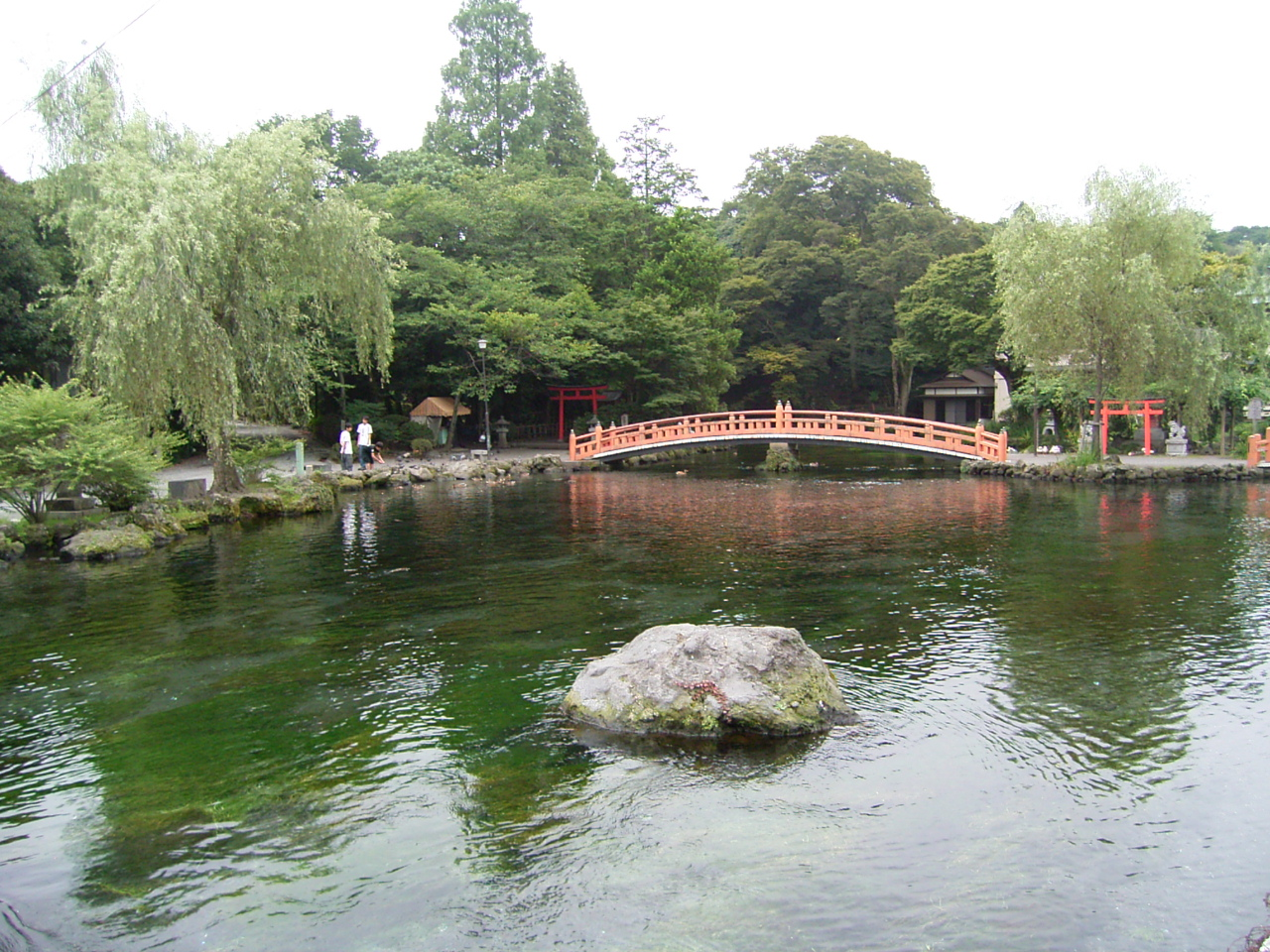
.